# Proceso de Verneuil
El proceso de Verneuil, también denominado de fusión por llama, fue el primer método comercial de fabricación sintética de piedras preciosas, desarrollado en 1902 por el químico francés Auguste Verneuil (1856-1913). Se utiliza principalmente para producir rubís y zafiros, variedades de corindón, así como las imitaciones de diamantes: rutilo y titanato de estroncio. 
El principio del proceso consiste en fundir una sustancia finamente pulverizada con una llama de oxihidrógeno, cristalizando las gotas fundidas en una bola. El proceso se considera el inicio de la moderna industria tecnológica del crecimiento de cristales, y sigue siendo ampliamente usado en la actualidad.

## Historia

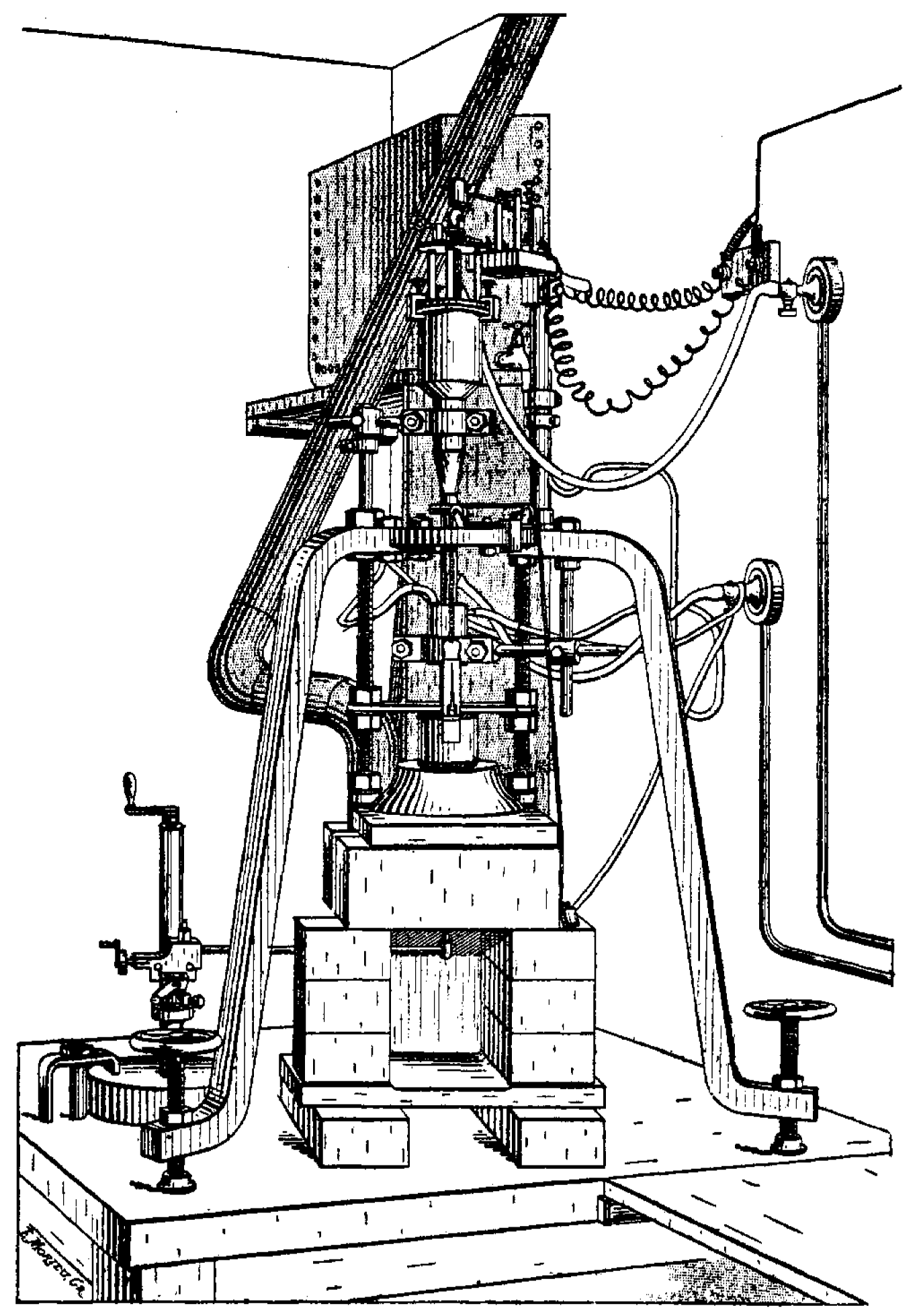
Un boceto del primer horno utilizado por Verneuil para la síntesis de rubíes con el proceso Verneuil.

Desde la época de los alquimistas, ha habido intentos para producir sintéticamente las piedras preciosas. El rubí, siendo una de las cinco apreciadas gemas cardinales, ha sido un candidato ideal para la síntesis. En el siglo XIX, esos intentos tuvieron éxito, con el rubí primero producido por la fusión de dos rubíes más pequeños en 1817, y los primeros cristales microscópicos creados a partir de alúmina (óxido de aluminio) en un laboratorio en 1837. En 1877, el químico Edmond Frémy había ideado un método eficaz para la fabricación de rubíes comerciales mediante el uso de baños de metal fundido en alúmina, produciendo piedras con calidad de gema. El químico parisino Auguste Verneuil colaboró con Fremy en el desarrollo del método, pero pronto pasó a desarrollar de forma independiente el proceso de fusión por llama, que con el tiempo llevaría su nombre.
Una de las fuentes de inspiración de Verneuil para desarrollar su propio método fue la aparición de rubíes sintéticos vendidos por un  comerciante desconocido de Ginebra en 1880. Estos "rubíes de Ginebra" no se consideraron artificiales en su momento, pero ahora se cree que son los primeros rubíes producido por fusión de llama, 20 años anteriores a la labor de Verneuil. Después de examinar los "rubíes de Ginebra", Verneuil llegó a la conclusión de que era posible recristalizar óxido de aluminio finamente molido en una piedra de gran tamaño. Esta toma de conciencia, junto con la disponibilidad de la antorcha detonante desarrollada recientemente y la creciente demanda de rubíes sintéticos, le llevó a diseñar el horno de Verneuil, donde finalmente consiguió fundir alúmina purificada y óxido de cromo en una llama de por lo menos 2000 °C, y se recristalizaron en un soporte bajo la llama, creando un gran cristal. Anunció su trabajo en 1902, y publicó los detalles describiendo el proceso en 1904.
En 1910, el laboratorio de Verneuil había crecido hasta convertirse en una planta de producción con 30 hornos. La producción anual de la piedra preciosa por el proceso Verneuil era de unos 1000 kg en 1907. En 1912, la producción llegó a 3.200 kg, y llegaría a alcanzar las 200.000 kg en 1980 y 250.000 kg en el año 2000, siendo dirigida la fábrica de Monthey, Suiza, fundada en el año 1914, por Hrand Djevahirdjian. Las mejoras más notables en el proceso se realizaron en 1932, por S.K. Popov, quien contribuyó a desarrollar la capacidad de producción de zafiros de alta calidad en la Unión Soviética a lo largo de los 20 años siguientes. Una gran capacidad de producción se desarrolló también en los Estados Unidos durante la Segunda Guerra Mundial, cuando las fuentes europeas fueron cortadas, y había una gran demanda de estas gemas por sus aplicaciones militares.
El proceso fue diseñado inicialmente para la síntesis de rubíes, que se convirtieron en las primeras piedras preciosas que se produjeron sintéticamente, gracias a los esfuerzos de Fremy y Verneuil. Sin embargo, el proceso Verneuil también puede utilizarse para la producción de otras piedras, como el zafiro, que simplemente requiere sustituir el óxido férrico por óxido de cromo. Para otras gemas más elaboradas, como los zafiros estrella, se agrega titanita (dióxido de titanio) y la bola se mantiene caliente durante más tiempo, permitiendo cristalizar las agujas de rutilo en su interior. Desde 1947 la Linde Air Products Division de Union Carbide había sido pionera en el uso del proceso de Verneuil para la creación de zafiros estrella, hasta que la producción se interrumpió en 1974 por la competencia en el extranjero.
A pesar de algunas mejoras en el método, el proceso Verneuil se mantiene prácticamente inalterado hasta nuestros días, manteniendo una posición de liderazgo en la fabricación de corindón sintético y espinela. Su revés más importante llegó en 1917, cuando Jan Czochralski presentó el proceso Czochralski, que ha encontrado numerosas aplicaciones en la industria de los semiconductores, donde se requiere un aumento de la calidad de los cristales que el proceso Verneuil en parte no puede producir. Otras alternativas para el proceso surgieron en 1957, cuando los Laboratorios Bell presentaron el proceso hidrotérmico, y en 1958, cuando Carroll Chatham presentó el proceso de flujo. En 1989 Larry P. Kelley de TIC, Inc. también desarrolló una variante del proceso Czochralski donde se utiliza un rubí natural como "semilla" del nuevo material producido.

## El proceso

Un diagrama simplificado del proceso de Verneuil

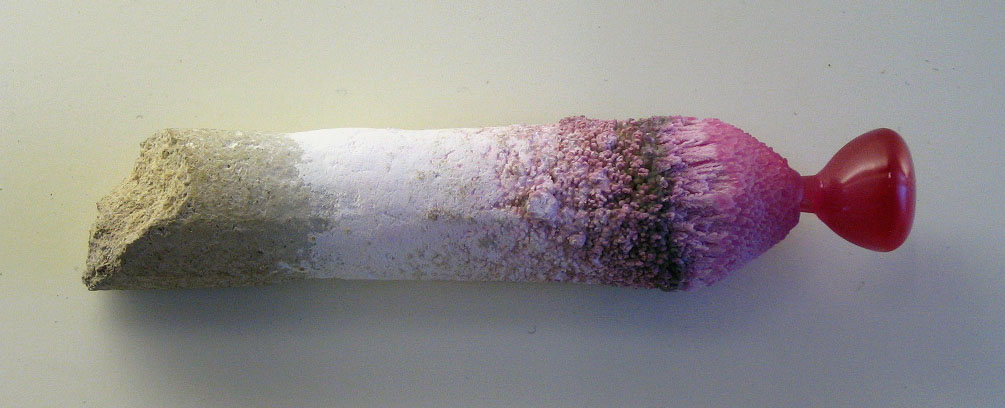
Una bola pequeña de rubí, todavía unida a la barra, producida por el proceso Verneuil

Uno de los factores más cruciales en el éxito de cristalizar una piedra artificial es la obtención de materia prima altamente pura, con al menos el 99,9995% de pureza. En el caso de la fabricación de rubíes o zafiros, este material es la alúmina. La presencia de impurezas de sodio es especialmente negativa, puesto que hace que el cristal sea opaco. Dependiendo de la coloración deseada del cristal, se añaden pequeñas cantidades de diversos óxidos, como el óxido de cromo para un rubí rojo, o el óxido férrico y dióxido de titanio para un zafiro azul. Otras materias primas incluyen dióxido de titanio para la producción de rutilo, o doble titanilo oxalato para la producción de titanato de estroncio. Por otra parte, se pueden utilizar como materia prima pequeños cristales naturales del producto deseado carentes de valor.
La materia prima esta en forma de polvo fino y se coloca en un contenedor dentro del horno de Verneuil, con una abertura en la parte inferior a través de la que el polvo puede escapar cuando el contenedor se hace vibrar. A la vez que el polvo sale, se suministra oxígeno al horno, y viaja junto con el polvo por un tubo estrecho. Este tubo está situado dentro de un tubo más grande, en el cual se suministra hidrógeno. En el punto donde el tubo estrecho se abre en el más grande, se produce la combustión, con una llama de por lo menos 2000 °C en su núcleo. El polvo pasa a través de la llama, y se derrite en gotitas pequeñas, que caen en una varilla de soporte situada a continuación. Las gotas poco a poco forman un aglomerado en forma de cono en la barra, cuya punta debe mantenerse suficientemente cerca del núcleo de la llama para que se mantenga líquida. Es en ese extremo semilla donde el cristal se forma con el tiempo. A medida que caen más gotas en la punta del cristal, comienza a formarse "la bola" y el apoyo se mueve lentamente hacia abajo, permitiendo que la base de la bola se cristalice, mientras que su límite superior permanece siempre en estado líquido. La bola crece con la forma de un cilindro cónico, con un diámetro que se va ampliando en función de la distancia a la base, y finalmente se mantiene más o menos constante. Con un suministro constante de polvo y la retirada progresiva del soporte, se pueden obtener bolas muy largas. El cristal se deja enfriar una vez retirado del horno, y la bola se divide a lo largo de su eje vertical para aliviar las tensiones internas, porque de lo contrario el cristal será propenso a la fractura durante el tallado.
Cuando describió inicialmente el proceso, Verneuil especificó una serie de condiciones fundamentales para obtener buenos resultados. Estos son: una temperatura de llama que no sea mayor de lo necesario para la fusión; mantener siempre el producto fundido en la misma zona de la llama detonante; y la reducción del punto de contacto entre el producto fundido y el apoyo a un área tan pequeña como sea posible. El promedio de producción comercial usando el proceso es de 13 mm (0,5 pulgadas) de diámetro y de 25 a 50 mm (1 a 2 pulgadas) de largo, pesando alrededor de 125 quilates (25 g). El proceso también puede realizarse con la orientación predeterminada de un cristal semilla para lograr una orientación cristalográfica específica.
Los cristales producidos por el proceso Verneuil son química y físicamente equivalentes a sus homólogos naturales y generalmente es muy difícil distinguir unos de otros. Una de las características indicadoras de un cristal artificial fabricado por el método Verneuil son las líneas curvas de crecimiento (estrías curvas) formadadas cuando la bola cilíndrica crece hacia arriba en un entorno con un alto gradiente térmico; las líneas equivalentes en los cristales naturales son paralelas. Otra característica distintiva es la presencia común de burbujas de gas microscópicas formadas debido al exceso de oxígeno en el horno; las imperfecciones de los cristales naturales son, por lo general, impurezas sólidas.